# NGC 2916
NGC 2916 est une galaxie spirale située dans la constellation du Lion. NGC 2916 a été découverte par l'astronome germano-britannique William Herschel en 1784.

## Caractéristiques
Sa vitesse par rapport au fond diffus cosmologique est de 4 008 ± 21 km/s, ce qui correspond à une distance de Hubble de 59,1 ± 4,2 Mpc (∼193 millions d'al).
À ce jour, quatre mesures non basées sur le décalage vers le rouge (redshift) donnent une distance de 48,600 ± 5,342 Mpc (∼159 millions d'al), ce qui est à tout juste à l'extérieur des valeurs de la distance de Hubble. Notons cependant que c'est avec la valeur moyenne des mesures indépendantes, lorsqu'elles existent, que la base de données NASA/IPAC calcule le diamètre d'une galaxie et qu'en conséquence le diamètre de NGC 2916 pourrait être d'environ 43,2 kpc (∼141 000 al) si on utilisait la distance de Hubble pour le calculer.
La classe de luminosité de NGC 2916 est II et elle présente une large raie HI.
Selon la base de données Simbad, NGC 2916 est une galaxie active de type Seyfert 2.

## Supernova
La supernova SN 1998ar a été découverte dans NGC 2916 le 14 avril 1998 par Y. L. Qiu, Q.Y. Qaio, W. D. Li, et J. Y. Hu de l'observatoire astronomique de Pékin (BAO). Cette supernova était de type II.